# Planitiae di Tritone
Segue una lista delle planitiae presenti sulla superficie di Tritone. La nomenclatura di Tritone è regolata dall'Unione Astronomica Internazionale; la lista contiene solo formazioni esogeologiche ufficialmente riconosciute da tale istituzione.
Le planitiae di Tritone portano i nomi di divinità marine di varie culture e luoghi legati all'acqua, quali fontane, isole, geyser.
Tritone è stato finora raggiunto unicamente dalla sonda Voyager II. I dati raccolti durante il fly-by non sono stati sufficienti a determinare con precisione le dimensioni delle caratteristiche superficiali, per cui l'IAU censisce solamente le coordinate in attesa che ulteriori missioni forniscano dati più precisi.

## Prospetto
| Planitia         | Eponimo                                                                                                | Latitudine | Longitudine | Diametro |
| ---------------- | --- | ---------- | ----------- | -------- |
| Ruach Planitia   | Ruach - Isola dei venti menzionata nel primo romanzo del ciclo di Gargantua e Pantagruel.              | 28° N      | 24° E       | n.d.     |
| Ryugu Planitia   | Ryūgū-jō - Il palazzo sottomarino abitato da Ryūjin, il dio drago del mare della mitologia giapponese. | 5° S       | 27° E       | n.d.     |
| Sipapu Planitia  | Sípapu - Il passaggio in fondo ad un lago da cui sarebbero emersi i primi uomini nella mitologia Hopi. | 4° S       | 36° E       | n.d.     |
| Tuonela Planitia | Tuonela - Il reame dei morti della mitologia ugro-finnica posto oltre il fiume nero.                   | 34° N      | 14,5° E     | n.d.     |